# 武平陵
武平陵是中国东晋第二任皇帝晋明帝司马绍的陵墓。
晋明帝在太宁五年（325年）闰八月廿五驾崩。十月初九，葬于武平陵。晋明帝与明穆庾皇后共葬。武平陵在今江苏省南京市东北，鸡笼山南麓。鸡鸣寺附近。鸡笼山附近晋陵有晋元帝建平陵、晋明帝武平陵、晋成帝兴平陵、晋穆帝永平陵、晋哀帝安平陵。《元和郡县志》卷25上元县：晋明帝武平陵“在县北六里鸡笼山”。现在具体位置不详，有待发掘。